# Bollullos de la Mitación
Bollullos de la Mitación er en by og kommune i det sydlige Spanien i provinsen Sevilla. Den har et indbyggertal på 11.251 (2024) indbyggere.